# Gerd Dais
Gerd Dais (* 11. August 1963 in Heidelberg) ist ein ehemaliger deutscher Fußballspieler und heutiger Fußballtrainer.
In der Jugend spielte Dais bei den Vereinen SG Heidelberg-Kirchheim, VfR Mannheim und nach der Jugend beim Karlsruher SC, FC 08 Homburg, SV Sandhausen und SV Waldhof Mannheim. Als Trainer arbeitete er bei den Vereinen SG Dielheim, FC Nöttingen (zweimal), FV Lauda und SV Sandhausen.
Beim SVS arbeitete er ab Februar 2011 zum dritten Mal. Zunächst war er Co-Trainer der Mannschaft Mitte der 1990er Jahre und kehrte im Oktober 2005 als Cheftrainer zurück. Er führte den SV Sandhausen von der Oberliga Baden-Württemberg in die 3. Liga. Im Februar 2010 wurde er entlassen. Da seine Nachfolger Frank Leicht und Pawel Dotschew glücklos blieben, kehrte er im Februar 2011 auf den Sandhäuser Trainerstuhl zurück. In der Saison 2011/2012 stieg er als Trainer mit dem SV Sandhausen in die zweite Bundesliga auf. Als der Verein dort nach 14 Spielen mit nur neun Punkten und zuletzt sechs Niederlagen in Folge den letzten Tabellenplatz belegte, wurde er im November 2012 erneut beurlaubt.
Ab dem 2. Januar 2013 war Dais bei den Stuttgarter Kickers tätig. Nach zehn Ligaspielen bei dem abstiegsbedrohten Drittligisten wurde er jedoch bereits am 7. April 2013 wieder entlassen, nachdem die Mannschaft unter seiner Leitung sechs Niederlagen und nur zwei Siege erreicht hatte. Am 14. April 2016 wurde Dais Trainer beim FC Nöttingen, die Vertragslaufzeit war bis Ende der Saison ausgelegt. Gemeinsam wurde der Aufstieg von der Oberliga Baden-Württemberg in die Regionalliga Südwest erreicht.
Am 7. Juli 2016 wurde Dais vom SV Waldhof Mannheim als Trainer verpflichtet. Er folgte dort auf Kenan Koçak, der wiederum zu Dais‘ ehemaligem Verein SV Sandhausen wechselte. Bei Waldhof Mannheim hatte Dais einst seine aktive Fußballerkarriere beendet. Nach der 1:3-Niederlage des SV Waldhof gegen die 2. Mannschaft des VfB Stuttgart am 14. Spieltag der Saison 2017/18 wurde er am 16. Oktober 2017 beurlaubt. Sein Nachfolger war vorerst Michael Fink, bis schließlich im Januar 2018 Bernhard Trares den Trainerposten übernahm.